# Cry Macho
Cry Macho är en amerikansk nyvästerndramafilm från 2021, regisserad och producerad av Clint Eastwood. Manuset, skrivet av Nick Schenk och N. Richard Nash, är baserat på Nashs roman med samma namn. Handlingen följer en före detta rodeostjärna (Eastwood) som anställs för att återförena en ung pojke (Eduardo Minett) i Mexiko med sin far (Dwight Yoakam) i USA.